# Goianésia Esporte Clube
Goianésia Esporte Clube é um clube brasileiro de futebol da cidade de Goianésia, no interior do estado de Goiás, fundado na década de 50. Manda seus jogos no Estádio Valdeir José de Oliveira.

## História

### Década de 2010
Em 2013, o Goianésia Esporte Clube foi a grande surpresa do  Campeonato Goiano 2013. Com jogadores experientes, como Romerito e Nonato, o Azulão do Vale figurou entre as principais equipes desde as primeiras rodadas, terminando o campeonato na terceira colocação, classificando assim pela primeira vez na historia para o Campeonato Brasileiro da Série D de 2013 e para Copa do Brasil de 2014.
Em 2014, a equipe ficou na quarta colocação do Campeonato Goiano de 2014, com a colocação o Azulão do Vale classificou para o Campeonato Brasileiro da Série D pelo segundo ano consecutivo.[carece de fontes?]
No Campeonato Brasileiro da Série D de 2014 a equipe ficou na 30ª posição , não conquistando o acesso para o  Campeonato Brasileiro da Série C.
Na Copa do Brasil. No ano de 2014 a equipe enfrentou a equipe do Grêmio Barueri, na primeira partida realizada no Estádio Valdeir José de Oliveira. O placar foi de 2 a 2. Já no jogo de volta, na Arena Barueri, o placar foi de 0 a 0, sendo assim eliminado na primeira fase da competição.
Em 2015, Goianésia encerrou sua participação no Campeonato Goiano de 2015 em terceiro lugar ficando entre os quatro melhores classificados pelo terceiro ano consecutivo, classificando para a Copa do Brasil de 2016 e Campeonato Brasileiro da Série D de 2015 e 2016. Na vitória por 2 a 1 sobre o Atlético, o gol marcado por Wendell Lira ganhou o Prêmio Puskás, concedido pela FIFA ao gol mais bonito do ano, com 1,6 milhões de votos (46,7%).
Em 2016, não repetiu as campanhas anteriores no Campeonato Goiano e não passou da primeira fase. Também não passou da primeira fase na Copa do Brasil, sendo eliminado pelo ABC após empate em casa por 1 a 1 e derrota em Natal por 3 a 2. No Campeonato Brasileiro da Série D não fez uma boa campanha e novamente não conseguiu passar da primeira fase.
Em 2017, acaba sendo rebaixado para a Divisão de Acesso, após 7 anos disputando a primeira divisão do Campeonato Goiano.
Em 2018, disputou a Divisão de Acesso do Campeonato Goiano, terminou em 4º colocado e garantiu seu retorno à elite do Futebol Goiano.
Em 2019, fez uma campanha boa no Estadual, e garantiu sua classificação até às quartas de final da competição.
Em 2020, fez a melhor campanha de sua história no estadual, eliminando um por um, até ser derrotado nos pênaltis e perder o título.

## Títulos
| Estaduais | Estaduais                             | Estaduais | Estaduais  |
|           | Competição                            | Títulos   | Temporadas |
|           | Campeonato Goiano - Divisão de Acesso | 1         | 1985       |
| --------- | ------------------------------------- | --------- | ---------- |

## Campanhas de Destaque
| Estaduais | Estaduais                      | Estaduais | Estaduais   |
|           | Competição                     | Posição   | Temporadas  |
| Goiás     | Campeonato Goiano - 1ª Divisão | 2º        | 2020        |
| Goiás     | Campeonato Goiano - 1ª Divisão | 3º        | 2013 e 2015 |
| Goiás     | Campeonato Goiano - 1ª Divisão | 4º        | 2014        |
| --------- | ------------------------------ | --------- | ----------- |

| Campeonato Brasileiro | Campeonato Brasileiro           | Campeonato Brasileiro | Campeonato Brasileiro |
|                       | Competição                      | Posição               | Temporadas            |
| Brasil                | Campeonato Brasileiro - Série D | 22º                   | 2013                  |
| Brasil                | Campeonato Brasileiro - Série D | 30º                   | 2014                  |
| Brasil                | Campeonato Brasileiro - Série D | 34º                   | 2015                  |
| --------------------- | ------------------------------- | --------------------- | --------------------- |

## Estatísticas

### Participações
|  | Participações em 2025 |

| Competição | Competição        | Temporadas | Melhor campanha             | Estreia | Última | P | R |
| Goiás      | Campeonato Goiano | 17         | Vice-campeão (2020)         | 1971    | 2025   |   | 5 |
| Goiás      | 2ª Divisão        | 25         | Campeão (1985)              | 1980    | 2018   | 5 | – |
| Brasil     | Série D           | 7          | Oitavas de Final (2020)     | 2013    | 2025   | – |   |
| Brasil     | Copa do Brasil    | 3          | 1ª fase (2014, 2016 e 2021) | 2014    | 2021   |   |   |

## Torcida organizada
O Goianésia conta com apoio da Torcida Sangue Jovem Goianésia